# CA Unión
Club Atlético Unión je argentinský fotbalový klub sídlící v Santa Fe založený roku 1907. Obvykle je zmiňován jako Unión de Santa Fe, CA Unión de Santa Fe, jednoduše Unión. V sezóně 2016 je účastníkem nejvyšší argentinské soutěže Primera División.
I když fotbal patří k nejznámějším sportovním oddílům, v klubu jsou sdruženy i další sporty:
lukostřelba, basketbal, sportovní gymnastika, bojová umění, pozemní hokej, kolečkové brusle, plavání a volejbal.

## Rival
Unión a Colón jsou největšími kluby v Santa Fe. Městské derby (Clásico Santafesino) patří k nejvyhrocenějším fotbalovým zápasům v Argentině. V profesionální éře spolu Unión a Colón sehráli 105 zápasů, z nich Unión vyhrál 37, Colón vyhrál 31 a 37 zápasů skončilo smírně.